# Mohamed Yusuf Salman
Mohamed Yusuf Salman (ur. 26 lipca 1989) – bahrajński lekkoatleta specjalizujący się w trójskoku.
Jako junior młodszy zajął w 2005 roku czwarte miejsce na mistrzostwach świata w tej kategorii wiekowej. Rok później został pierwszy raz w karierze mistrzem Azji juniorów oraz odpadł w eliminacjach na mistrzostwach świata juniorów, a w 2007 zdobył brązowy medal igrzysk krajów arabskich. Duże sukcesy przyniósł mu rok 2008 kiedy został mistrzem Azji juniorów, a później zdobył brązowy medal juniorskim czempionacie globu. Bez powodzenia brał udział w mistrzostwach świata w Berlinie (2009). Stawał nam podium zawodów krajów arabskich.
Okazjonalnie startuje także w skoku w dal – największy sukces w tej konkurencji odnosił w 2008 roku kiedy był dziewiąty na halowych mistrzostwach Azji, zdobył złoto mistrzostw kraju oraz ustanowił w Manamie juniorski rekord Bahrajnu wynikiem 7,42.
Rekordy życiowe w trójskoku: hala – 15,97 (16 lutego 2014, Hangzhou); stadion – 16,70 (17 kwietnia 2009, Manama) – oba te rezultaty są aktualnymi rekordami Bahrajnu.

## Osiągnięcia
| Rok  | Impreza                               | Miejsce   | Lokata            | Wynik |
| ---- | ------------------------------------- | --------- | ----------------- | ----- |
| 2005 | Mistrzostwa świata juniorów młodszych | Marrakesz | 4. miejsce        | 16,18 |
| 2006 | Mistrzostwa Azji juniorów             | Makau     | 1. miejsce        | 16,42 |
| 2006 | Mistrzostwa świata juniorów           | Pekin     | el. – 17. miejsce | 15,43 |
| 2007 | Mistrzostwa Azji                      | Amman     | 6. miejsce        | 15,98 |
| 2008 | Halowe mistrzostwa Azji               | Doha      | 6. miejsce        | 15,78 |
| 2008 | Mistrzostwa Azji juniorów             | Dżakarta  | 1. miejsce        | 16,64 |
| 2008 | Mistrzostwa świata juniorów           | Bydgoszcz | 3. miejsce        | 16,59 |
| 2009 | Mistrzostwa świata                    | Berlin    | el. – 37. miejsce | 16,05 |